# Zalomes biforis
Zalomes biforis är en fjärilsart som beskrevs av Gustav Weymer 1890. Zalomes biforis ingår i släktet Zalomes och familjen tjockhuvuden. Inga underarter finns listade i Catalogue of Life.